# Buffalo Bayou, Brazos and Colorado Railway
Le Buffalo Bayou, Brazos and Colorado Railway (B.B.B.C. ou B.B.B. & C.) fut le premier chemin de fer enregistré au Texas en 1850. Le nom Colorado désignait le fleuve et nom l'état. En 1868, il changea de propriétaire et devint le Galveston, Harrisburg and San Antonio Railroad (sigle de l'AAR: GHSA) en 1870. Il est le plus ancien chemin de fer du réseau du Southern Pacific Railroad.

## Histoire

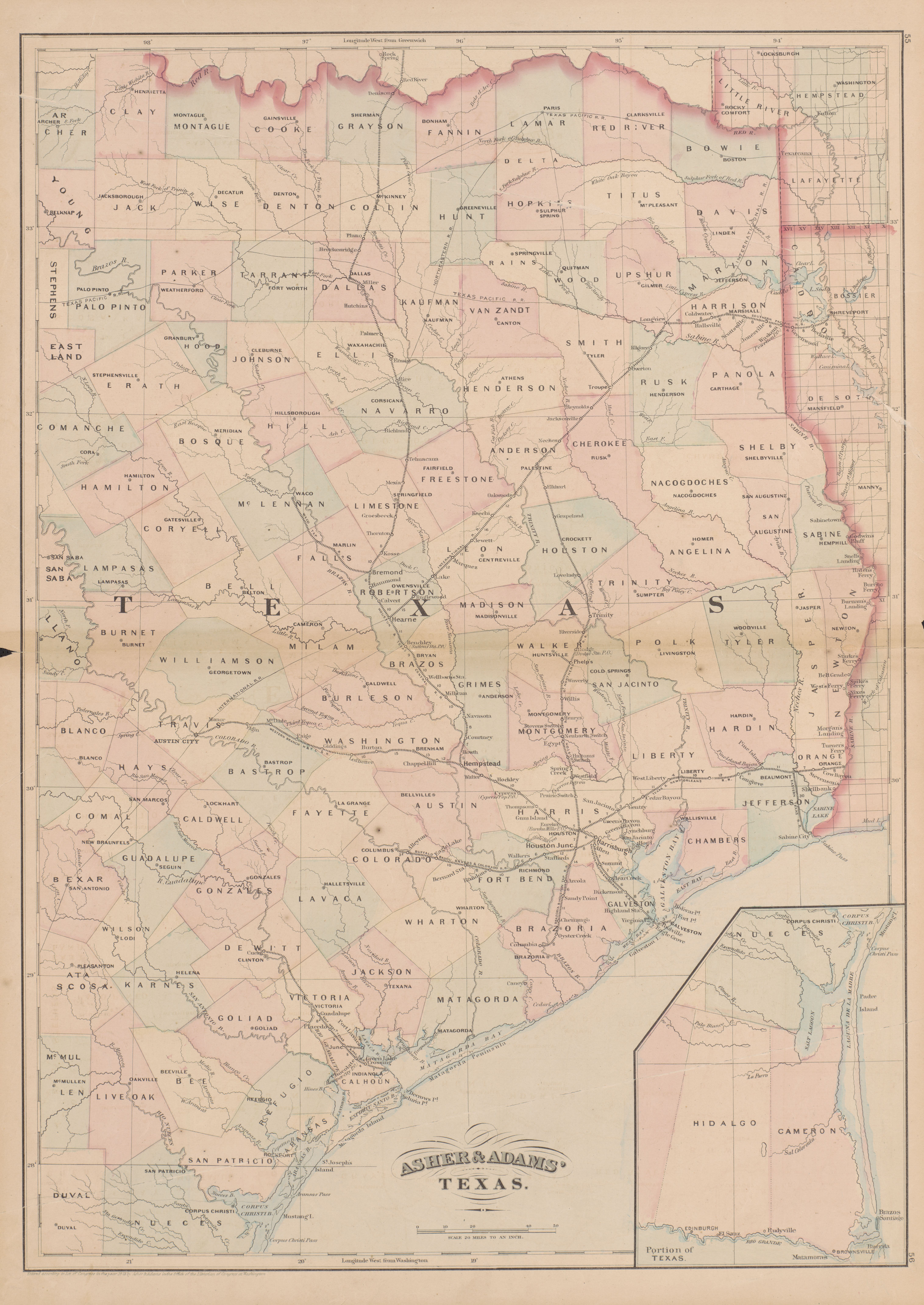
Carte de Buffalo Bayou, Brazos and Colorado Railway, 1871

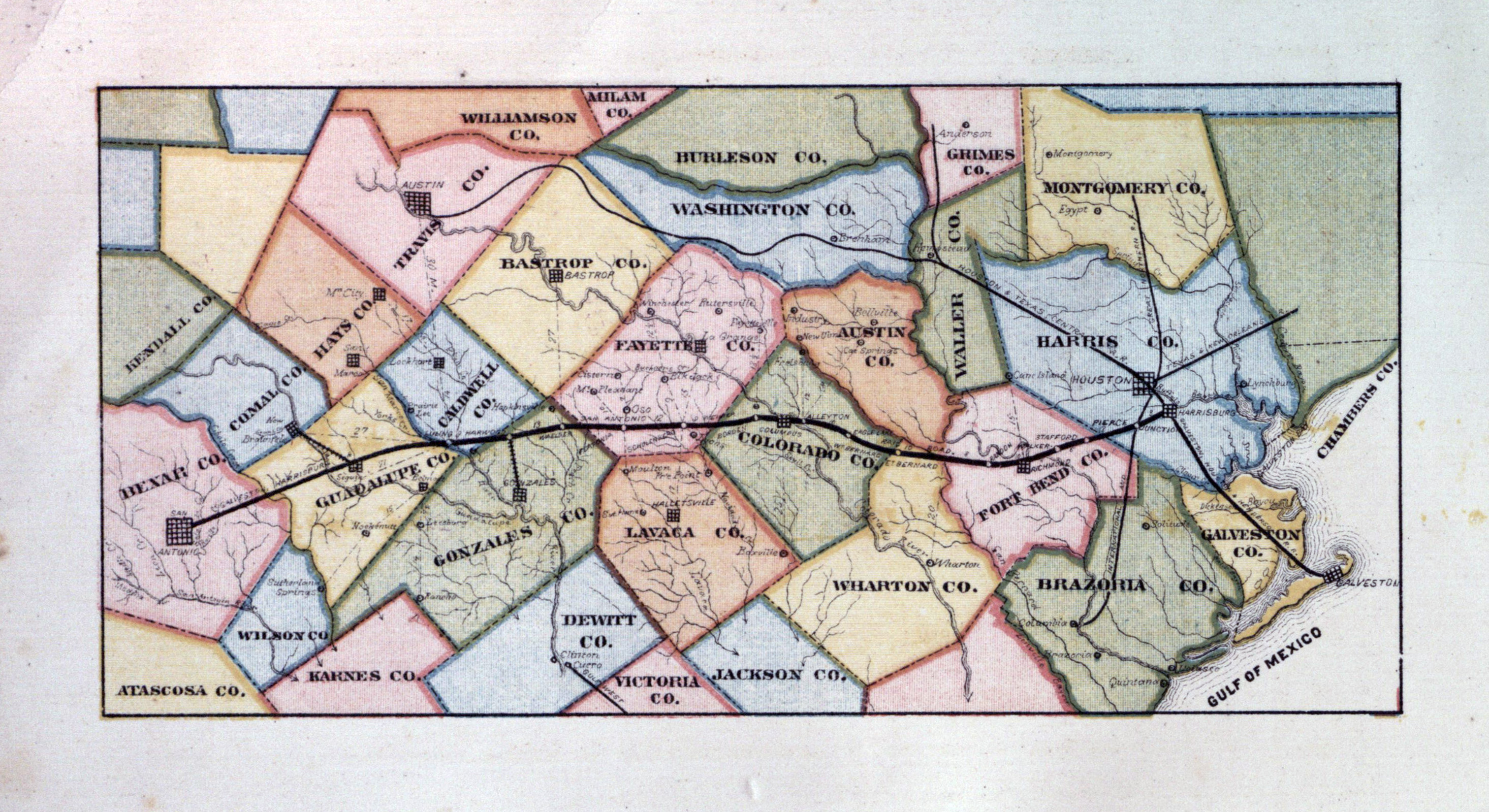
Carte de Galveston, Harrisburg, & San Antonio Railroad, 1876

Le 11 février 1850, des investisseurs conduits par le Général texan Sidney Sherman (qui s'illustra lors de la Bataille de San Jacinto) enregistrèrent le premier chemin de fer du Texas sous le nom de Buffalo Bayou, Brazos and Colorado Railway; cette dénomination, mettait en valeur 3 voies d'eau qui traversaient le Texas. La construction débuta en 1851 du Buffalo Bayou à Harrisburg près de Houston, Texas. Benjamin F. Terry s'occupa des fondations de la voie, avant de diriger de 1861 à 1865 la 8e Cavalerie du Texas (ou Terry's Texas Rangers) de l'Armée des Confédérés. La première locomotive, baptisé, the General Sherman, fut reçue à la fin1852. La ligne Harrisburg-Strafford ouvrit en août 1853. Elle relia Richmond sur le fleuve Brazos en 1855, Eagle Lake en 1855, et Alleyton sur la rive est du fleuve Colorado face à Columbus en 1860. L'extension de la ligne prévue vers Austin fut stoppée par la Guerre de Sécession.
Pour traverser le Brazos à Richmond, le BBB&C utilisa un bac avec des plans inclinés sur chaque berge. Puis il fut remplacé par un passage au ras de l'eau, obligeant le train à circuler avec une vitesse suffisamment élevée pour lui permettre de remonter de l'autre côté de la rive. Ce pont présentait de nombreux problèmes et empêchait toute traversée lors des crues. En avril 1867, une société indépendante, la Brazos Iron Bridge Association, fut créée en avril 1867 pour financer et construire un pont permanent; l'ouvrage fut achevé le 8 juillet 1869. 
De la même manière, le Columbus Tap fut créé en 1870 pour franchir le Colorado River et relier Columbus au réseau du BBB&C; cette portion de 4,8 km avec son pont en dur fut terminée en novembre 1867. 
En 1868, le BBB&C connut des problèmes financiers et fut incapable de payer une série de jugements prononcés à son encontre. Le 7 juillet 1868 il fut vendu par le sheriff du Comté de Harris au Colonel William Sledge. Sledge conserva 25 % de la compagnie et la revendit à Thomas W Pierce le 24 janvier 1870. En juillet, le BBB&C fusionna avec la Brazos Iron Bridge Association et le Columbus Tap pour donner le Galveston, Harrisburg and San Antonio Railroad.